# Dumnonii

Les peuples celtes du sud de l'Angleterre.

Les Dumnonii ou Dumnones étaient un peuple celte brittonique de l'île de Bretagne qui habitaient une partie de la péninsule du sud-ouest de l'île, pendant la protohistoire de l'âge du fer et au début de la période romaine (Britto-romains). Leur territoire se composait approximativement de l'actuel Devon et des Cornouailles. Leurs voisins orientaux étaient les Durotriges et les Dobunnes entre lesquels s'étaient intercalés des Belges. Au Haut Moyen Âge, une partie des Dumnones traversa la Manche pour s'installer en Armorique continentale où ils fondèrent la Domnonée (Ve siècle).

## Étymologie de l'ethnonyme
Leur nom semble basé sur la racine « don », mot breton qui signifie « creux, val, profond ». On pense qu'il pouvait signifier « habitant des vallées ».
On retrouve leur nom dans :
- le nom latin d'Exeter, Isca Dumnoniorum,, ou Isca serait apparenté au gaélique Uisge (qui signifie de l'« eau », et qui a donné le terme anglais Whisky) et signifierait « l'eau des Dumnones ». Le nom latin suggère que la ville était un oppidum, une ville fortifiée sur la rive de la rivière Exe dès avant la fondation de la cité romaine, vers l'an 50 ;
- les Domnonées, deux royaumes bretons qui existèrent un temps sur les deux rives de la Manche, et dont l'on trouve trace dans les histoires de Conomor et la légende de Tristan et Iseut ;
- le comté anglais du Devon, nommé Dewnans en cornique et Dyfnaint en gallois.